# Drift

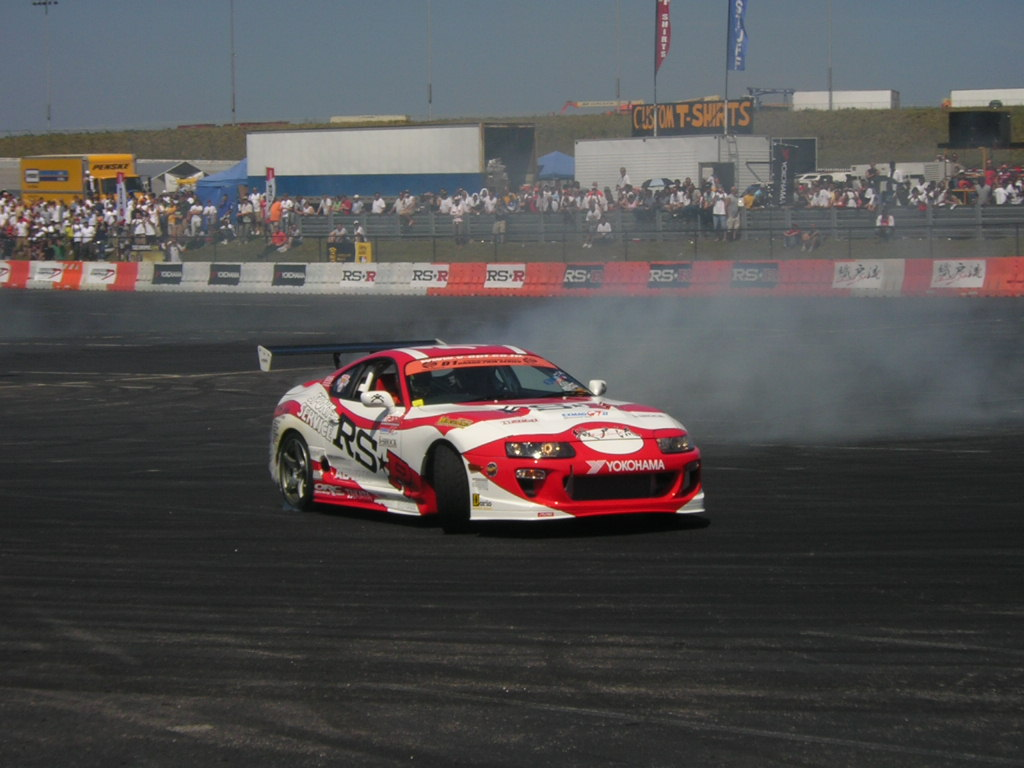
Toyota Supra em uma competição de drift; Atlanta, 2005.

Drift ou Drifting (ドリフト走行, dorifuto sōkō), é uma técnica de direção utilizada em carros, consiste em deslizar nas curvas escapando a traseira, girar o volante para que as rodas dianteiras estejam sempre em uma direção oposta a curva (se o carro vira para a direita então a roda deve estar a esquerda, e vice versa), controlando o nível de derrapagem, fazendo o carro literalmente andar de lado.

## História
O drift moderno teve início no “All Japan Touring Car Championship races” há 48 anos atrás. O lendário piloto Kunimitsu Takahashi foi o criador da técnica em 1970. Ele ficou famoso batendo seu “apex” (o ponto onde o carro esta mais perto da curva) em alta velocidade e derrapando na curva, saindo da curva com mais velocidade que o normal. Depois dessa façanha ele ganhou uma legião de fãs que deram início ao drift japonês.

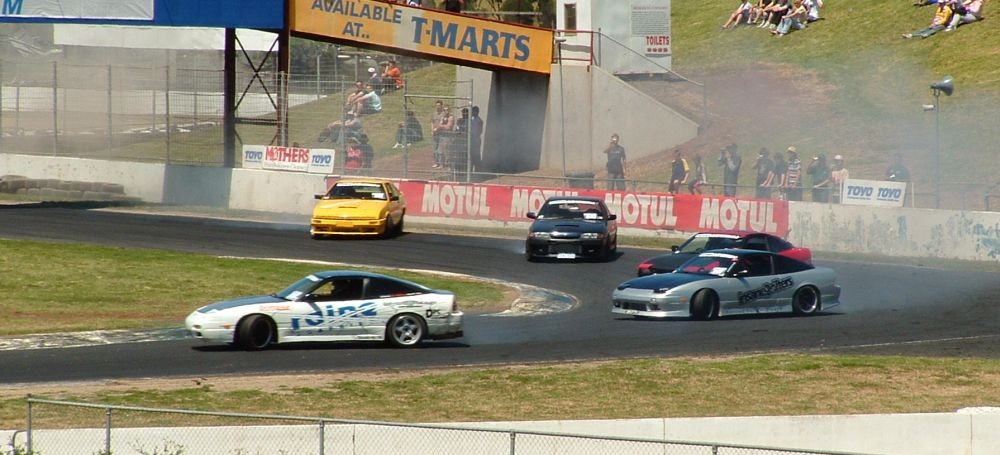
Uma competição de drift por times; Melbourne, 2005.

Um corredor de rua chamado Keiichi Tsuchiya  ficou particularmente interessado no drift de Takahashi, Tsuchiya começou a praticar suas técnicas de drift nas montanhas do Japão, e rapidamente ganhou uma grande reputação. Em 1987, uma revista muito popular de tunning e carros concordou em produzir um vídeo sobre as habilidades de Tsuchiya, esse vídeo conhecido como Pluspy se tornou um hit e inspirou milhares de corredores profissionais de drift que correm nos circuitos atualmente. Em 1988 o diretor chefe da Option magazine Daijiro Inada ajudou a organizar o primeiro torneio especializado em drift.
O drift chegou ao Brasil em meados de 2006, mas só começou a se popularizar efetivamente e ganhar destaque no final de 2011 com o primeiro evento mensal promovido pela equipe DRIFT BR na Cidade de Itú, interior de SP, evento esse que foi de chamado Drift Day Soukoukai (nome também utilizado no japão para esse tipo de evento), sob o comando do Piloto, chefe de Equipe e organizador Sandro Freitas. No evento cada piloto ia com seu carro para a pista fechada para fazerem um verdadeiro show com os carros e ao mesmo tempo evoluir as técnicas do esporte. Atualmente o responsável pelo Drift no território Brasileiro é o Écio Moreira, que se encontra atualmente a tentar implementar um Campeonato nacional desta modalidade, participou no passado ano como responsável do martketing do CPD.
O lançamento do filme Velozes e Furiosos: Desafio em Tóquio também ajudou na divulgação da modalidade por todo o Brasil, tendo ,depois de sua estreia, vários documentários e matérias em jornais e revistas falanso sobre a modalidade. E, assim, logo vieram disputas e Campeonatos Regionais e  Nacionais promovidos por algumas equipes.
Em 2017 ocorreu a primeira tentativa da FPAK (Federação Portuguesa de Automobilismo e Karting) de implementar em Portugal um campeonato federado de drift, sendo cancelado ao fim da terceira prova. 
Atualmente, em 2018, o CAM - Clube Automóvel do Minho, sob a égide da FPAK tornou-se o promotor do Campeonato de Portugal de Drift, havendo cinco provas em distintos pontos do país.
A primeira prova, organizada pelo próprio CAM, teve lugar em Guilhabreu no fim de semana de 2 e 3 de Junho,  contando com mais de 30 pilotos inscritos nas 3 categorias (iniciados, semi Pro e Pro), esgotando a capacidade do circuito com a enorme afluência de público. Nesta prova o vencedor foi Diogo Correia, na categoria Pro.
A segunda prova, realizou-se em Pinhel, organizada pelo Clube Escape Livre, e contou com cerca de 40 pilotos inscritos. Durante o mês de Agosto, dias 22 e 23, onde sábado ocorreu no final do dia a Taça Internacional de Drift, inciativa do mesmo clube, onde 17 pilotos também se inscreveram. O vencedor deste fim de semana foi o jovem bracarense André Silva.
A terceira prova, a mais a sul do campeonato, contou com a organização do TVR - Associação Trial Voz de Reguengos e levou o drift ao alentejo à cidade de Reguengos de Monsaraz. Nesta prova com 32 inscritos, o vencedor foi Nelson Rocha.
As próximas paragens do campeonato serão Fatima em Outubro e em Novembro, ainda está por definir o local da prova que encerrá o mesmo.

## Técnicas
Drifting é levar seu carro além dos limites. Depende da técnica de direção para fazer o carro deslizar de lado e manter isso. Você tem que equilibrar a velocidade e o ângulo do drift unindo movimentos. Para ser o melhor você tem que aprender a unir alta velocidade com ângulo do drift simultaneamente.
Aprenda a unir Velocidade, Ângulo, Inércia, crie um traçado imaginário.
Existem dois passos a serem seguidos para qualquer drift:
O primeiro passo é iniciar o drift. Isto significa deixar o carro de lado. Há muitas maneiras de iniciar um drift, e aprender as técnicas para fazê-lo. O segundo passo é controlar o drift. Veja o básico:
Drifting básico
Se você quer fazer drift, tem que entender como se fazer uma curva. Ela acontece quando a traseira do carro gira na direção da curva. Há muitas maneiras de de fazer isso acontecer. Em carros tração traseira, você pode usar a aceleração para regular o ângulo do drift. Forçar a curva com o carro é uma grande parte do drift. Mas se você não conseguir controlar o carro, vai acabar batendo.
Para evitar que o carro gire, você precisa virar na direção contraria. Vire as rodas dianteiras com calma na direção da curva e equilibre a aceleração para manter o drift. Treine este equilíbrio até se acostumar. Os carros são diferentes, então treine bastante naquele que você acha mais seu estilo. Para drifting é recomendável usar carros de tração traseira.
Power over
Vamos fazer algo simples: drift por aceleração. É só usar a aceleração para deixar seu carro de lado. Para fazer isso, acelere bastante e vire totalmente para esquerda ou direita. Tente girar o carro em círculos no mesmo lugar, isso vai ajudá-lo a treinar. Talvez você precise virar na direção contraria para evitar que o carro gire, principalmente depois, com mais potência.
Side
(também conhecido como drift de freio de mão)
Esse é fácil: puxe o freio de mão e vire a direção. Se você estiver numa reta, o carro ira girar rapidamente. Se você já estiver no drift, usando o freio de mão ira travar as rodas traseiras, aumentando o ângulo do drift. Lembre-se que o ângulo baseia-se no tempo que você segura o freio de mão. Se você segurar por muito tempo, pode acabar girando. Acertar um drift de frenagem lateral depende de travar as rodas traseiras. Tente misturar a frenagem lateral com aceleração, ou outras técnicas. Quando você estiver de lado, acelere e vire na direção contraria para manter o drift. Não é muito aconselhável pois o carro pode perder o controle rapidamente. Às vezes o que é fácil não ajuda.
Braking
Você já entendeu que o drifting depende de tirar o equilíbrio do carro. Esse drift faz exatamente isso, acaba com o equilíbrio do carro. Confira! Entre em alta velocidade. Agora solte o acelerador e freie. Segure um pouco e volte ao acelerador. Se você fizer certo, o carro vai rodar. Pisando no freio faz o peso do carro mudar para a dianteira abruptamente. Isso faz a traseira perder tração e começar a girar.
Esse e o mais difícil até agora, arrisque!
Drift por redução de marcha
A redução de marcha pode ser feita na corrida de GRIP, para começar um drift ou durante um drift para mantê-lo. Durante a curva, rapidamente reduza a marcha, aumenta a rotação do motor. A força extra ajuda as rodas traseiras a girarem. O carro ira rodar imediatamente. Garanta que o acelerador esteja pressionado quando for reduzir a marcha, ou não vai funcionar. Quando você fizer corretamente, o carro irá (pular), então vire na direção contraria ou você vai rodar durante a curva.
Acel off
É exatamente o que parece, para essa técnica , você precisa soltar o acelerador para fazer o carro rodar. Entre em uma curva mais rápido do que deveria. Garanta que o acelerador esteja pressionado. Quando estiver pronto para virar, solte o acelerador, nesse momento o carro deve girar com a suspensão traseira ficando mais leve (a transferência de peso ocorre como no drift por frenagem, só que mais sutil). Vire na direção contraria e aproveite. Você pode unir essa técnica com outras, como a de redução de marcha para aumentar a distancia do drift ou o ângulo. Use isso para grandes driftS e para acertar o ângulo.
Furikai
(também conhecido como drift pendulo, chicote escandinavo, ou "scandinavian flick")
Furikai é uma técnica usada comummente em corridas de rally. Consiste em entrar na curva por dentro ao invés da trazada comum, onde o carro é dirigido pelo exterior da curva. No momento de entrar na curva, o carro há de ser virado para fora, e logo abruptamente para dentro. Fazendo isso, consegue-se alterar a distribuição de peso do veículo para o mesmo lado do exterior da curva, e, pelo giro repentino, provoca-se a perda de tracção no eixo traseiro. Uma vantagem desta manobra é a relativa facilidade para recuperar o controle do carro simplesmente soltando o acelerador.
Manji
Técnica igual ao Feint, mas feita em retas. Com a velocidade certa, se o veículo vira-se para um lado, e solta-se o acelerador (isso fará a traseira rodar rapidamente), a distribuição do peso é alterada, ao virar para o outro lado pisando no acelerador simultaneamente, a perda de tracção criada pode ser mantida virando para a direcção contrária mais uma vez, ja que uma vez a inercia é suficiente para criar a perda de tracção, é possível fazer drifts em direcções opostas sequencialmente.
Dirt drop
Isto é feito deixando sair os pneus traseiros fora da pista (na sujeira) para manter ou ganhar o ângulo de drift sem poder ou velocidade perdedora e para ajustar-se para a curva seguinte. Somente permissível nas estrada sem barreiras e alinhadas com sujeira ou outros materiais que posam perder a tração. isto é feito geralmente em rallying de WRC.
Clutch kick
Kicking, pise rapidamente na embreagem dentro da curva sem tirar o pé do acelerador, à embreagem empura para dentro ou para fora, use esta técnica para ajustar o ângulo do drift, para um ajuste muito rapido.
Changing side swing
Esta técnica é usada extensivamente na competição D1 japonesa e é muito similar à drift inércia (feint). É feita frequentemente no primeiro canto do drift da entrada, que é frequentemente uma volta dobro longa do apex imediatamente antes de um muito rápido straight-way. Se straight-way antes que o apex dobro é de uma orientação em declive, o condutor se mantiver dirigir no lado da trilha que é a mais closetest ao canto. Então com sincronismo correto na mente, o condutor muda abruptamente o carro no outro lado. Este movimento tem o momentum do carro a ser alterado fazendo com que as rodas traseiras percam a tração. O carro está em uma direita do movimento do drift agora. O drift é carregada então sobre o canto e através dela.
Choku dori
Isto é usado principalmente depois de viradas longas, retardar para baixo o carro e executar drift POR REDUÇÃO DE MARCHA. O carro está jogado em um feint e balançado para trás a outra maneira em velocidades muito elevadas, quando o condutor usar o BRAKING manter a linha dos carros e estender à tração.
Kansei
Essa técnica é utilizada em curvas de alta-velocidade, se executada perfeitamente não é utilizado o freio. Na entrada da curva retira-se o pé do acelerador (accel-off) transferindo o peso para frente e provocando a perda de tração nas rodas de trás.
Dynamic drift
Esta técnica é similar ao Choku Dori. Emprega todos os formulários das técnicas acima - e não restringido a somente uma - nas combinações para realizar o movimento desejado da tração.

### Controle dodrift(ドリフト,dorifuto)durante a curva
Para isso podem ser usadas todas as ferramentas disponíveis ao piloto, sendo: embreagem, direção, freio, freio de mão e acelerador.
Se estiver fazendo drift sozinho (sem haver batalhas ou duelos de drift), o ideal é usar o freio de mão o menos possível, mas apenas se você já for experiente. E, para batalhas ou duelos de drift o uso do freio de mão é mais comum.

## Carros

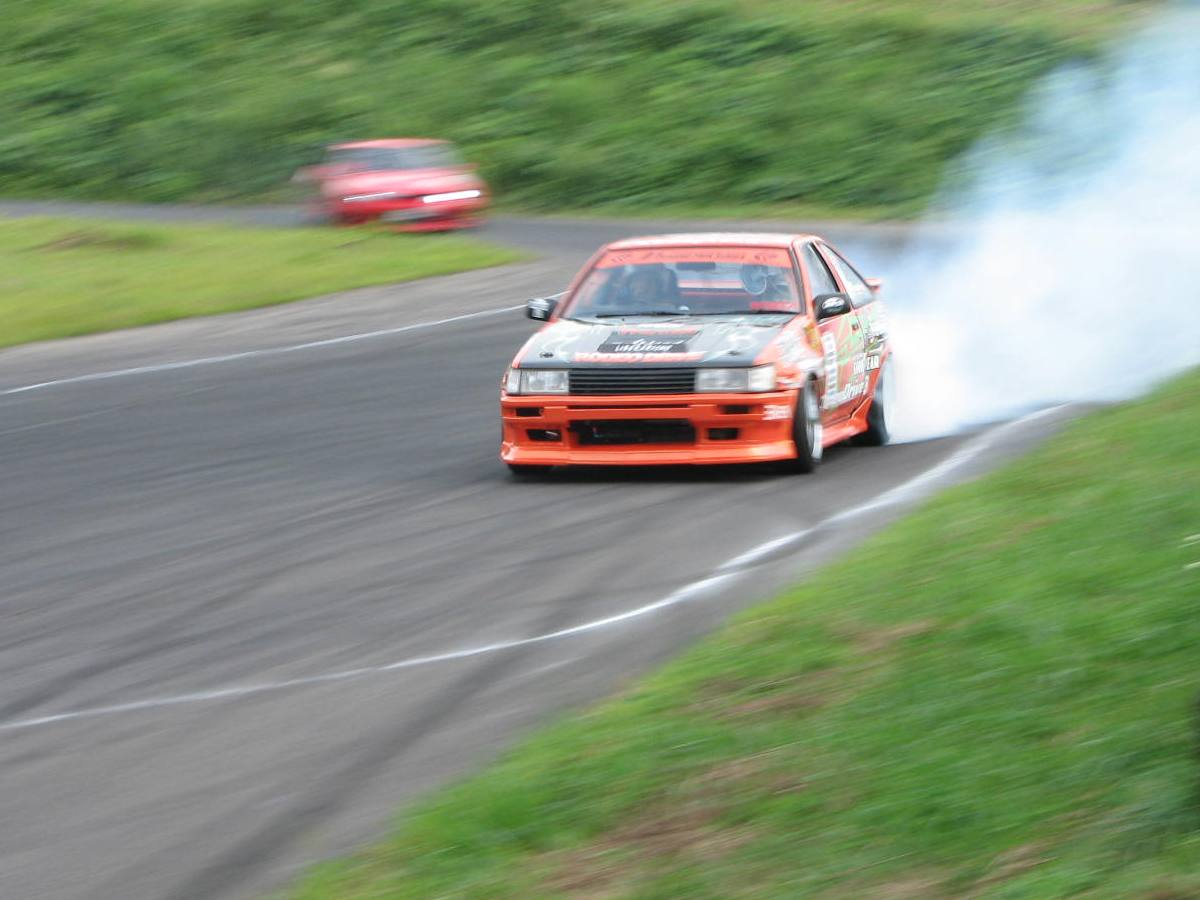
Um Toyota AE86 realizando drift

Os carros utilizados em drift são consideravelmente leves. No Japão os carros mais usados são o Nissan Silvia, Toyota AE86, Mazda RX-7, Nissan Cefiro (versão com tração traseira), Nissan Laurel, Nissan Skyline (com tração traseira), Nissan Fairlady Z,Toyota Altezza, Toyota Soarer, Honda S2000, Mazda Miata, Toyota Supra, Subaru Impreza, Toyota Cresta,Nissan 180SX
O Nissan 350z ou 370z não são tão usados no Drift japonês.
Já a competição de drift nos EUA utiliza versões locais desses carros (tais como Nissan 240SX e o Corolla GT-S de Toyota), carros americanos de alta desempenho Dodge Viper, e muscle cars como o Dodge Challenger ou o Ford Mustang e Chevrolet Chevette Os drifters em outros países geralmente usam seus carros locais, tais como o Ford Sierra ,Brasinca 4200 GT (Ucrânia e Irlanda), BMW Série 3 (em outras partes da Europa), ou Volvo v40. Porém, não basta somente com que sejam carros a tracção traseira: A distribuição de peso, e portanto, a posição do motor, fazem muito difíceis de dirigir num drift aqueles carros com motor central, como o Lotus Elise, ou traseiro, como o Porsche 911.
Os carros FWD (com tracção dianteira) não são permitidos nos torneios de drift como o D1GP.
Os carros AWD (com tracção nas quatro rodas, conhecidos também como 4WD ou 4x4), como o Subaru Impreza WRX STi, e Mitsubishi Lancer Evolution possuem drift de ângulos bem diferentes. D1 e outras competições profissionais não permitem carros AWD. Porém, carros como o Impreza e o Lancer podem ser convertidos para RWD para poderem competir nesses torneios.
Tem que ser notado que a única maneira para manter o drift é mediante a propulsão das rodas traseiras. Obviamente, isso faz inviável carros de tracção dianteira para campeonatos de drift, mas não para fazer a própria manobra. De fato, o "Scandinavian flick" foi criado nos Rallies devido a que a subviragem dos carros de tracção dianteira usados na época fazia úteis técnicas mais agressivas.

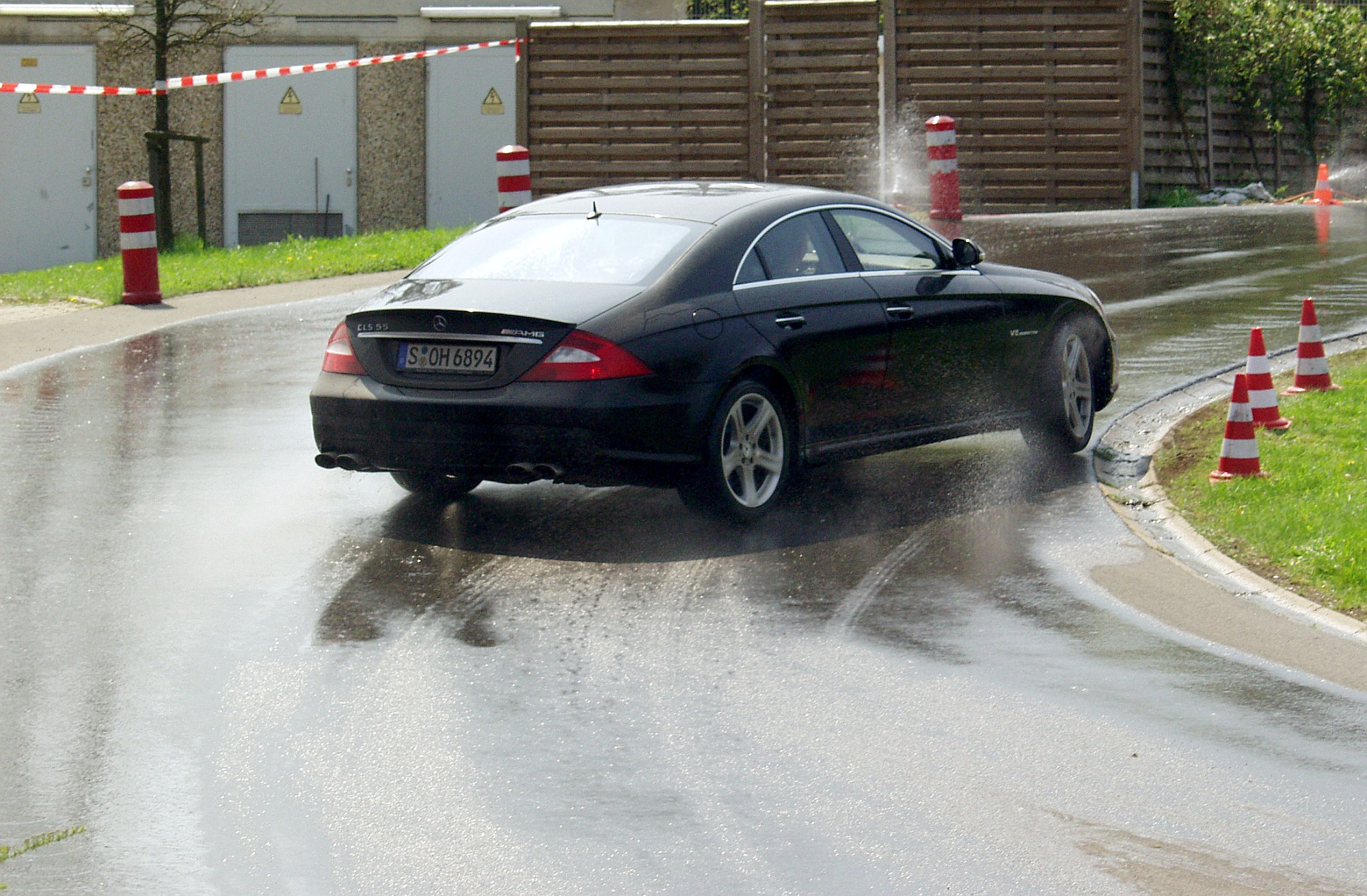
Mercedes-Benz CLS em demonstração, note o esterçamento da roda dianteira e a "saída" de traseira.

### Manga e Anime
- A série de mangá Initial D criada por Shuichi Shigeno, que teve uma adaptação para desenho animado japonês (anime) e um seriado live-action, é uma série de grande sucesso no Japão que retrata fielmente o drift nas montanhas.

### Jogos baseados em Drift
- Vários jogos de corrida do tipo arcade como Project Gotham Racing, Daytona USA, OutRun e especialmente Ridge Racer que apesar de apresentar de modo arcade, o drift prioriza a diversão.
- Jogos de corrida como Gran Turismo (PS3), Forza Motorsport (xbox360), Enthusia Professional Racing (PS2), Racer Driver Grid,Need for Speed: Shift 2 Unleashed e a franquia de jogos super drift retratam seu drift com algum realismo.
- No jogo Live For Speed (PC) é necessário fazer uma configuração própria de carro, ajustando cada parte específica como pressão dos pneus, ou altura de suspensão e entre mais de 20 peças que podem ser modificadas, você tem que realmente fazer tudo que um piloto faria na vida real. A física não decepciona, assim como o desgaste dos pneus vai ocorrendo, fazendo com que o veículo esteja em constante mudança em relação a estabilidade.
- Em Need for Speed: Underground, os circuitos de drift são em estacionamentos, porém não retrata realmente a sensação do drift.
- Need for Speed: Underground 2 foi o primeiro jogo que começou a retratar os drifts em canyons, porém, a física é a mesma, se, comparado ao seu antecessor.
- Need For Speed: Carbon prioriza os eventos em canyons, as pistas de drift variam entre os canyons, circuitos e ruas da Palmont City. Baseada em uma nova engine, os drifts são baseados no modo kansei; não retrata realmente o drift.
- Em Need For Speed: ProStreet, a engine feita para drift faz a experiência mais realista do que seus antecessores.
- Em 2007 saiu o jogo que se baseia no 3º filme da série Velozes e Furiosos.
- O jogo coreano Skid Rush para o inglês, 'Drift City', apresenta o drift como elemento principal para o sucesso de um piloto na OMD (um tipo de FBI). O ponto fraco do jogo é a facilidade de se fazer drift e ausência de técnicas específicas.
- O jogo D1GP Séries, que foi lançado em 2005 pela editora "Yukes", apresenta um aspecto peculiar o mundo do drift; assim o piloto terá de usar técnicas para se fazer.
- Lançado para o console Play Station 3 baseado na série Initial D o jogo Initial D: Extreme Stage foi produzido pela SEGA e lançado em 3 de Julho de 2008 no formato de disco Blu-Ray, mas, apenas foi disponibilizado para Japão, Hong Kong, Singapura, Taiwan e Coreia do Sul.
- No jogo Juiced 2: Hot Import Nights o jogador tem que se adaptar ao modo de drifting do jogo para fazer conquistas que necessitam um certo grau de dificuldade, tal como fazer pontuações superiores a 1 milhão sem bater ou em um determinado tempo imposto pelas regras das corridas.
- Nas ruas de Paradise City retratado no jogo Burnout Paradise, é possível fazer drifts para adquirir nitro extra ou para acumular pontos em eventos característicos da série.
- Em todo o ambiente do jogo Need for Speed: Hot Pursuit, é possível fazer drifts sem restrições de carros, categorias ou circuitos. Praticamente em qualquer rua de Seacrest Country é possível aplicar a técnica.
- Existem vários simuladores de eventos tipo rally como o WRC FIA World Rally Championship e Dirt que simulam de forma quase real como seria a técnica do drift sob diferentes terrenos.
- Outro é o Tokyo Xtreme Racer: Drift 2, um jogo de drift lançado pela Genki em 28 de julho de de 2005, para o console PlayStation 2, que retrata o drift tanto em montanha como em circuitos, onde os carros são montados de acordo com as preferências do jogador, na maioria carros japoneses, com preparação peculiar de drift com ajustes de motor, suspensão, blocantes, escapamentos e é claro, a parte visual personalizável.
- Assetto Corsa é um simulador muito valorizado por sua física realista, lançado pela Kunos Simulazioni em 19 de dezembro de 2014 para Playstation 4, Xbox One e computador. Sua versão para computador tem maior possibilidade de customização de controles e possui modificações (mods), estão disponíveis muitos carros e pistas diferentes para download em vários sites.

### , Cinema
- Velozes e Furiosos: Desafio em Tóquio no Brasil, (The Fast and the Furious Tokyo Drift) é o terceiro filme da série Velozes e Furiosos. Esse filme é inteiramente ambientado no mundo do drift na cidade de Tóquio que conta com uma grande quantidade de carros licenciados e corridas ilegais tanto em estacionamentos, montanhas e ruas.
- Evolusi Kl Drift, é um filme baseado no tão famoso Velozes e Furiosos, Desafio em Tóquio, mas este, foi produzido na Malasia. Ao contrário de "Desafio em Tóquio" este foi produzido em ruas da própria Malasia, tal como as famosas ruas de Johor Bahru, localizada em Johor, Bukit Tinggi no distrito de Pahang e na capital Putrajaya.
- Racha: Velocidade sem Limites, é um filme que foi baseado no First Stage do animê Initial D, no qual a história ficou bem resumida, já que foram condensados perto de quarenta episódios um único filme. É indicado mais para os fãs, sendo razoavelmente fiel a este. Entre as adaptações que mais chamam a atenção, está o fato do Hachi-Roku ganhar capô preto antes de Takumi entrar para o Project D, o sumiço do Keisuke e o fato do Itsuki virar filho do dono do posto de combustível. Destaque para o Bunta, interpretado pelo mesmo sujeito que fez o filme Casa da Fúria, produzido por Jackie Chan.